# Контрада да Риго (Пескара)
Контрада да Риго (итал. Contrada da Rigo) је насеље у Италији у округу Пескара, региону Абруцо.
Према процени из 2011. у насељу је живело 28 становника. Насеље се налази на надморској висини од 304 м.